# Young and Dangerous 2
Série
Young and Dangerous
(1996) Young and Dangerous 3
(1996)
Pour plus de détails, voir Fiche technique et Distribution.
Young and Dangerous 2 (古惑仔2之猛龍過江, Goo waak zai 2: Maang lung gwoh gong) est un film d'action hongkongais réalisé par Andrew Lau et sorti en 1996 à Hong Kong.
Deuxième volet de la série des Young and Dangerous, sa suite, Young and Dangerous 3 (1996), sort trois mois plus tard.

## Synopsis
Dans un flashback du premier film, Chiu le poulet (Jordan Chan) part en exil à Taïwan après avoir raté un contrat de tueur. La première partie du film détaille les événements qui conduisent à son retour à Hong Kong, après la mort de son parrain Oncle Bee (Frankie Ng). À Taïwan, le cousin du Poulet l'avait introduit auprès de la triade San Luen, dirigée par un influent sénateur local. Bien que l’atmosphère de l'île soit très différente de celle de Hong Kong, Poulet gagne les faveurs du sénateur en assassinant son rival. Satisfait de l'initiative des jeunes, il promeut Poulet au rang de chef de la branche et ne s'offusque même pas qu'il ait tapé dans l’œil de sa belle maîtresse. Après avoir appris la nouvelle de la mort de Bee, Poulet revient à Hong Kong et aide son meilleur ami Chan Ho-nam (Ekin Cheng) à se débarrasser de président corrompu de la Hung Hing, Kwan le hideux (Francis Ng).
La deuxième partie du film traite du retour du président de la Hung Hing, Chiang Tin-sang (Simon Yam), qui tente de s'allier à la San Luen et d'améliorer ses relations, tout en cherchant un nouveau dirigeant à la branche de Causeway Bay, poste tenu alors par Bee. Ho-nam est le candidat le plus probable, car il a la confiance de Bee, mais une rivalité éclate lorsqu'un membre appelé Tai Fei (Anthony Wong) veut lui aussi le poste. Au même moment, Pou Pan, un ami de Ho-nam (Jerry Lamb) recrute Pelure de banane (Jason Chu), qui déconcerte Ho-nam et ses amis en raison de son étrange ressemblance avec le frère décédé de Pou Pan, Chow Pan. Lors d'une visite à Taiwan pour remercier personnellement le sénateur de l'avoir aidé à se débarrasser de Kwan, Ho-nam et Poulet le retrouvent mort et sont accusés par la San Luen de l'avoir tué.
En réalité, le coupable est la maîtresse du sénateur, qui profite de cette occasion pour prendre la tête de la San Luen et briser l'entente avec la Hung Hing sur leurs sites de jeu de Macao, renforçant ainsi l'influence de la San Luen dans la région. À cette fin, Tai Fei s'allie avec elle et cherche à corrompre la candidature de Ho-nam à la direction de la branche de Causeway Bay. Ho-nam est peu impressionné par les menaces de Tai Fei, jusqu'à ce qu'un accident de voiture paralyse sa petite amie Smartie (Gigi Lai), la faisant tomber dans le coma. Ho-nam, bien que découragé par son état, ne recule pas devant la candidature et envisage d'intervenir lors de l'ouverture d'un nouveau casino de la San Luen à Macao à l'occasion de la présence d'un membre important du gouvernement local. Le sabotage de l'événement par Ho-nam porte ses fruits, détruisant toute crédibilité de la San Luen à Macao et de la nomination de Tai Fei.
Lors d'une intense impasse mexicaine sur une place de la ville, la maîtresse du sénateur et Tai Fei décident de régler leurs comptes avec Ho-nam et Poulet, en réunissant des centaines de membres de la San Luen et de la Hung Hing. Alors qu'il semble que la victoire soit entre les mains de la maîtresse, Tai Fei la trahit. Tout cela était en fait un stratagème de la Hung Hing pour qu'il s'allie à la San Luen et fournisse un moyen d'éliminer tous les membres corrompus la triade taïwanaise. Se rendant compte que c'est elle qui a tué le sénateur, les responsables de la branche de la San Luen décident de la ramener à Taïwan pour la punir, mais Poulet demande à lui parler avant qu'elle ne soit emmenée. Après avoir déclaré qu'elle est la seule femme qu'il ait jamais aimé, il l'exécute sur place, sachant très bien qu'elle serait morte avec bien plus de douleurs à Taïwan. L'affaire étant réglée, Tai Fei retire sa candidature à la direction de la branche de Causeway Bay et Ho-nam est élu.

## Fiche technique
- Titre : Young and Dangerous 2
- Titre original : 古惑仔2之猛龍過江 (Goo waak zai 2: Maang lung gwoh gong)
- Réalisation : Andrew Lau
- Scénario : Manfred Wong et Sharon Hui
- Photographie : Andrew Lau
- Montage : Marco Mak
- Musique : Clarence Hui et Ronald Ng
- Production : Andrew Lau et Manfred Wong
- Sociétés de production et de distribution : Golden Harvest et BoB and Partners Co. Ltd. (en)
- Pays d'origine :  Hong Kong
- Langue originale : cantonais, mandarin et hokkien
- Format : couleur
- Genre : action et film de gangsters
- Durée : 101 minutes
- Dates de sortie :
  -  Hong Kong : 30 mars 1996

## Distribution
- Ekin Cheng : Chan Ho-nam
- Jordan Chan : Chiu le poulet
- Gigi Lai : Smartie/Stammer
- Anthony Wong Chau-sang : Tai Fei
- Chingmy Yau
- Jerry Lamb : Pou Pan
- Simon Yam : Chiang Tin-sung
- Michael Tse
- Blackie Ko
- Moses Chan (en)